# バリテリウム
バリテリウム（学名：Barytherium ) とは、ゾウ目(長鼻目)の絶滅した属である。学名は、「重い」(Bary) と「獣」(therium) を意味する。

## 生息時代・生息域
バリテリウムは始新世後期から漸新世初期に北アフリカで生息してしていた。モエリテリウムやヌミドテリウム科などと同様に、古第三紀に広がった原始的なゾウ目の仲間である。
漸新世の初めの大規模な氷期に伴う南極氷床の発達により、アフリカ大陸沿岸部も海退に見舞われる。半水棲であったバリテリウムはこれにより生息地を失ったと考えられており、まだアフリカから他大陸へと進出する前に絶滅している。

## 形態

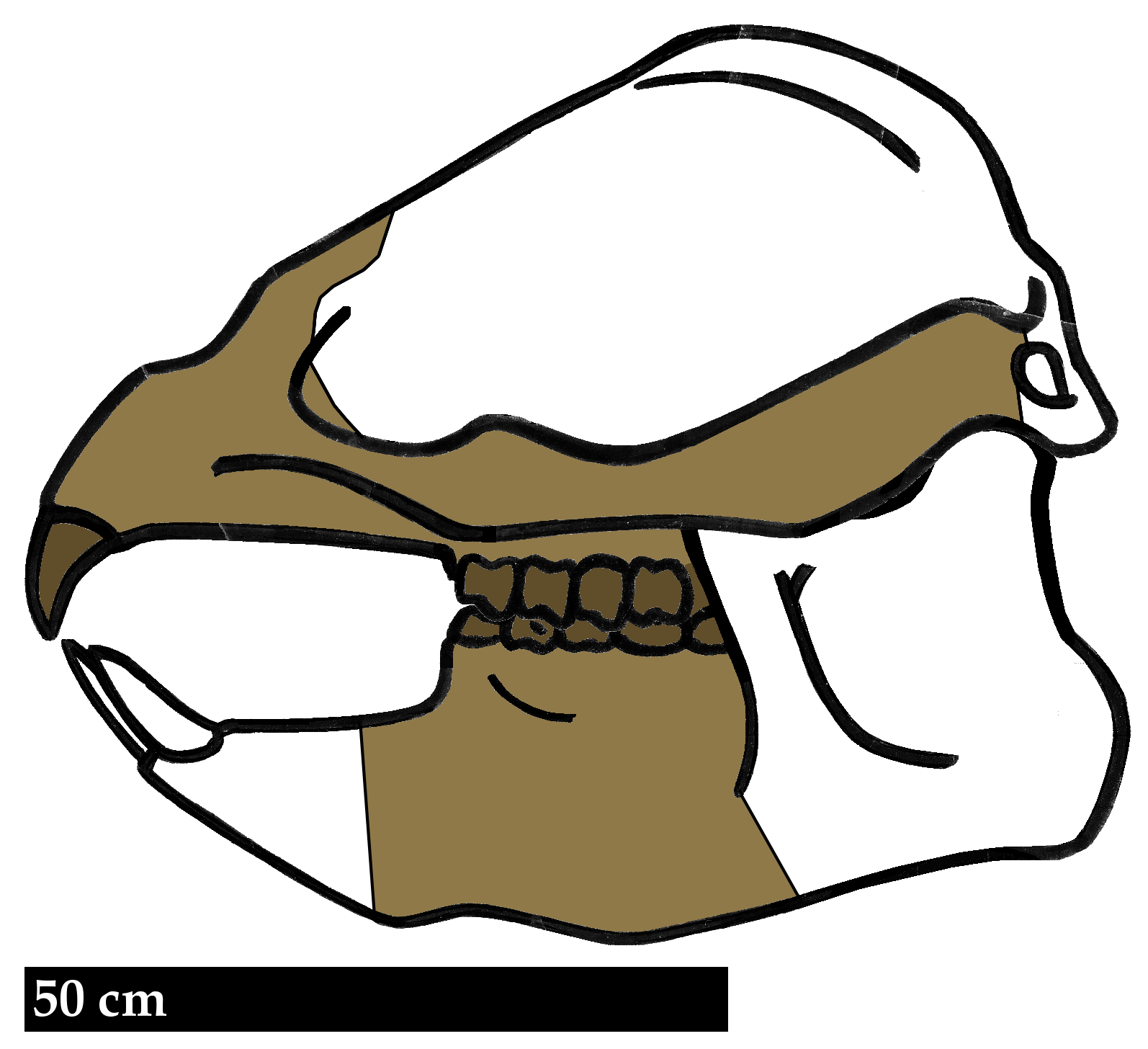
バリテリウムの頭骨

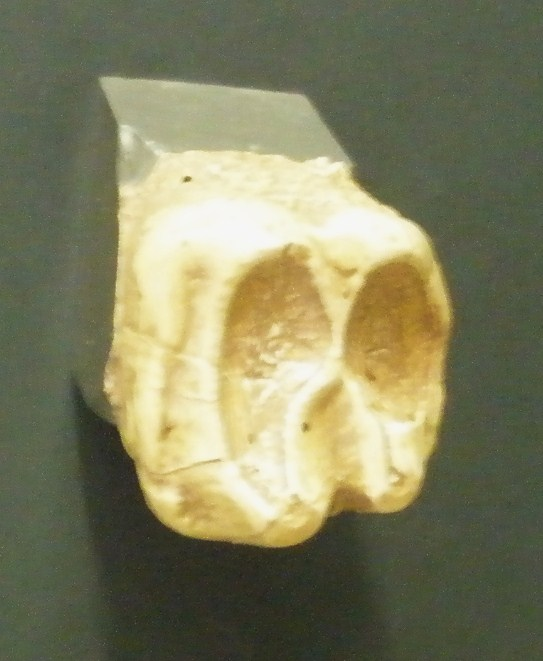
バリテリウムの臼歯

バリテリウムは「重い獣」という名前の通り身体が大きいのが特徴で、肩高は約 1.8 ～ 2.0 メートル、重さは約 2 トンとされる。これは現生のカバよりも大きな体格である。
- 牙 (切歯)

ゾウの牙は切歯が発達したものであるが、バリテリウムは切歯が上下それぞれに4本ずつあり、計8本の短い牙が生えている。
特に上顎の第二切歯(I2)が垂直方向に長く伸びているのが特徴で、歯根部を含めて 30 センチメートル近くある。これは植物摂食のみならず、捕食からの防御や種属間の競争にも使われたと推察できる。
また、下顎の切歯は水平方向に伸びており、第一切歯(i1)が長いのが特徴である。下方向に伸びる上顎の切歯と組み合わせて、作物に剪断作用が生じたとされる。
- 頭部

眼窩の位置は小臼歯よりも前に位置し、後述する水棲適応の影響と考えられている。
鼻は化石に残らないため正確なところは分からないが、モエリテリウムのような原始的なゾウ目には長い鼻はなかったと考えられている。しかしバリテリウムの鼻腔は原始的な長鼻目の中では比較的後ろに位置しており、現生ゾウのような長い鼻は持たないまでもバクやゾウアザラシに似た口吻が復元されることがある。
- 臼歯

バリテリウムの歯式は {\displaystyle {\tfrac {2.0.3.3}{2.0.3.3}}} となっている。
下顎骨が階段状で、切歯の位置よりも臼歯の位置が高くなるが、段差が大きいのがバリテリウムの特徴である。
臼歯は小臼歯3つ(P2-P4)と大臼歯3つ(M1-M3)で、第一小臼歯(P1/p1)が消失しているのが特徴。第二小臼歯(P2/p2)は咬合面から見ると三角形で、各臼歯は後ろにいくほど大きくなる。
2本の綾(ロフ)を持つ横堤歯(バイロフォドント)である。
- ポストクラニアル (体骨格)

身体の小さな原始的な長鼻目には毛が生えていたと考えられており、バリテリウムにも体毛が残っていた可能性が指摘されている。
前足は蹠行性でより原始的な形態に近いが、後ろ足は足指で歩く趾行性と大型化に伴い走行性能の向上が見られる
他にも、肩甲骨にある烏口突起が発達している点や、回内位置に固定された橈骨などが本属の特徴として挙げられている

## 発見
バリテリウムは、20世紀初頭の C.W.Andrews の調査によりエジプトのファイユーム地方から発見された。ここは始新世から漸新世にかけての地層があり、モエリテリウム等の様々な小生物の化石が発見されている 。その後、より完全な標本がリビアで発見され研究が進んだ。

## 生態
バリテリウムはモエリテリウムと同時に発見されており、同一の生態系で生存していたとされる。両属ともに、頭蓋に水生適応の特徴 (眼窩と外鼻腔の接近や筒状の脳頭蓋など) があるとされ、水棲または半水棲と考えられてきた。
2008年に、Alexander らにより安定同位元素分析が行われた。体内に取り込まれた安定同位元素は骨や歯などの硬組織に固定される。それを利用して歯の化石の酸素安定同位体の比率を分析することで、生息地の水環境が推定可能となる。その結果、モエリテリウムやバリテリウムは水辺で暮らすだけではなく、(海水ではなく)淡水中で水生植物を索餌していた可能性が高いことが確認されている。また同様に炭素安定同位体の含有値が異なることから、両属は同一生態系で生息しながらも、入手可能な異なる淡水植物を食べるニッチ分化が進んでいたとされる。

## 分類
現生のゾウ科の直系の先祖ではなく傍系の絶滅種である。
上位にバリテリウム科を持ち、種は B. grave のみの タクソンである。
- †バリテリウム科 ( Barytheriidae )
  - †バリテリウム ( Barytherium )
    - †B.グレイブ ( B. grave )

なお、B. omansi を種の一つとしてあげられることがあるが正式な種ではない